# Пушкарёво 2-е
Пушкарёво 2-е — село в Слободо-Туринском районе Свердловской области России, входит в состав муниципального образования «Сладковское сельское поселение». 

## Географическое положение
Село Пушкарёво 2-е расположено в 29 километрах (по дорогам в 34 километрах) к северо-западу от села Туринская Слобода, на правом берегу реки Туры. В селе расположено озеро-старица. На западе Пушкарёво 2-е граничит с Пушкарёвом 1-м. 

## Население
| 2002 | 2010 | 2021 |
| ---- | ---- | ---- |
| 137  | ↘106 | ↘100 |